# Station Diemen
Station Diemen is een station in het Noord-Hollandse Diemen, een aangrenzende plaats aan Amsterdam, aan de Ouddiemerlaan. Het station werd geopend in 1974, op dezelfde plaats waar van 1 augustus 1882 tot 1 oktober 1913 de stopplaats Diemerbrug lag. Het had een stationsgebouw van het type sextant, dat in maart 2021 is afgebroken. De perrons zijn aangelegd in bajonetligging.
In 1994 was het derde spoor (noord) buiten gebruik genomen voor personenvervoer. In 2017 verwijderde ProRail spoor 3 in verband met de verbouwing van rangeerterrein Watergraafsmeer tot opstelterrein voor reizigerstreinen. Daarnaast zijn er plannen geweest om het dubbelsporige baanvak Muiderpoort - Gaasperdammerweg naar vier sporen uit te breiden.

## OV-chipkaart
Dit station is afgesloten met OVC-poorten.

## Treinen
Te Diemen stoppen de volgende treinseries:
| Serie | Treinsoort    | Route                                                                                       | Bijzonderheden                                                                                     |
| ----- | ------------- | ------------------------------------------------------------------------------------------- | -------------------------------------------------------------------------------------------------- |
| 4600  | Sprinter (NS) | Amsterdam Centraal – Diemen – Weesp – Almere Centrum – Almere Buiten – Almere Oostvaarders  | Rijdt niet na circa 20:00 uur, op zaterdag voor circa 9:00 uur en op zondag voor circa 10:00 uur.  |
| 5800  | Sprinter (NS) | Amersfoort Vathorst – Amersfoort Centraal – Hilversum – Weesp – Diemen – Amsterdam Centraal | Rijdt in de vroege ochtend en na 22:30 uur niet tussen Amersfoort Vathorst en Amersfoort Centraal. |

## Bussen
Bij het station ligt een bushalte welke bediend wordt door de GVB (Concessie Amsterdam). Tot de doortrekking in 1992 van de buslijn, destijds van Centraal Nederland, naar Diemen Noord lag ten zuidwesten van het station bij de toenmalige sextant een keerlus voor de bus. 
| Lijn | Route                                                                                       | Soort    |
| ---- | ------------------------------------------------------------------------------------------- | -------- |
| 44   | Station Bijlmer ArenA – Daalwijkdreef – Station Diemen Zuid – Station Diemen – Diemen-Noord | Stadsbus |
| N87  | Amsterdam CS – Rembrandtplein – Station Diemen – Station Bijlmer ArenA                      | Nachtbus |

## Overweg
Van 2006 tot 10 februari 2018 was er een Automatische dubbele overwegbomen (ADOB). Aan beide zijden van de weg werden aan beide zijden van de spoorweg het voet- en fietspad steeds samen met één spoorboom afgesloten. Voor voetgangers was er een extra tweetal spoorbomen bij de ingang van het westelijke perron en ook op dezelfde plaats aan de overkant van de weg, met op die stukjes een hek tussen het voetpad en het fietspad. Als men daar ingesloten was kon men op het stukje fietspad ernaast wachten. Deze situatie verdween in 2017 met het opbreken van het derde spoor.Alle bomen gingen dicht als er een trein aankwam, dus ondanks de extra bomen werkte het ook voor voetgangers niet als onafhankelijke overpaden. Er waren vluchtvakken op de vier hoeken van de overweg. In 2020 ging de Diemense overweg dicht (er kwam aan de Westzijde van de bouwplaats een tijdelijke noodoverweg met AHOB 2019-25 januari 2023) en in 2023 werd een onderdoorgang geopend. De ADOB was al eerder gesneuveld, nadat op 10 februari 2018 een stilgevallen auto door twee kruisende ICM-treinstellen werd geplet en daarbij het "ei" met radarinstallatie vol raakte. De bomen aan de  bleven gehandhaafd, maar buiten dienst gesteld. De ADOB in Diemen was dindsdien een AHOB.

## Tunnel
Vanaf 25 januari 2023 is er ten oosten van de voormalige overweg een tunnel onder het spoor geopend voor het wegverkeer en voetgangers.

## Afbeeldingen

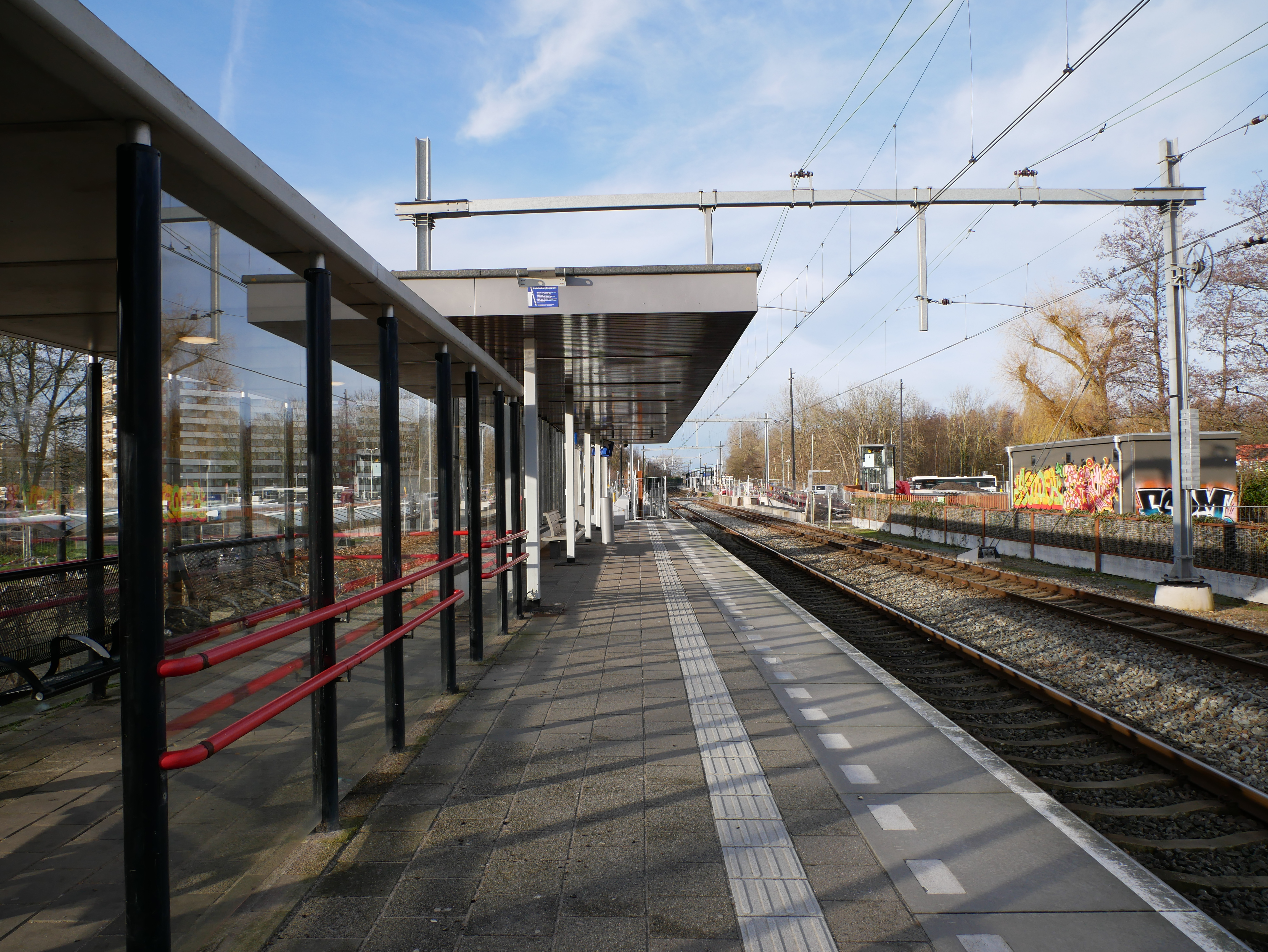
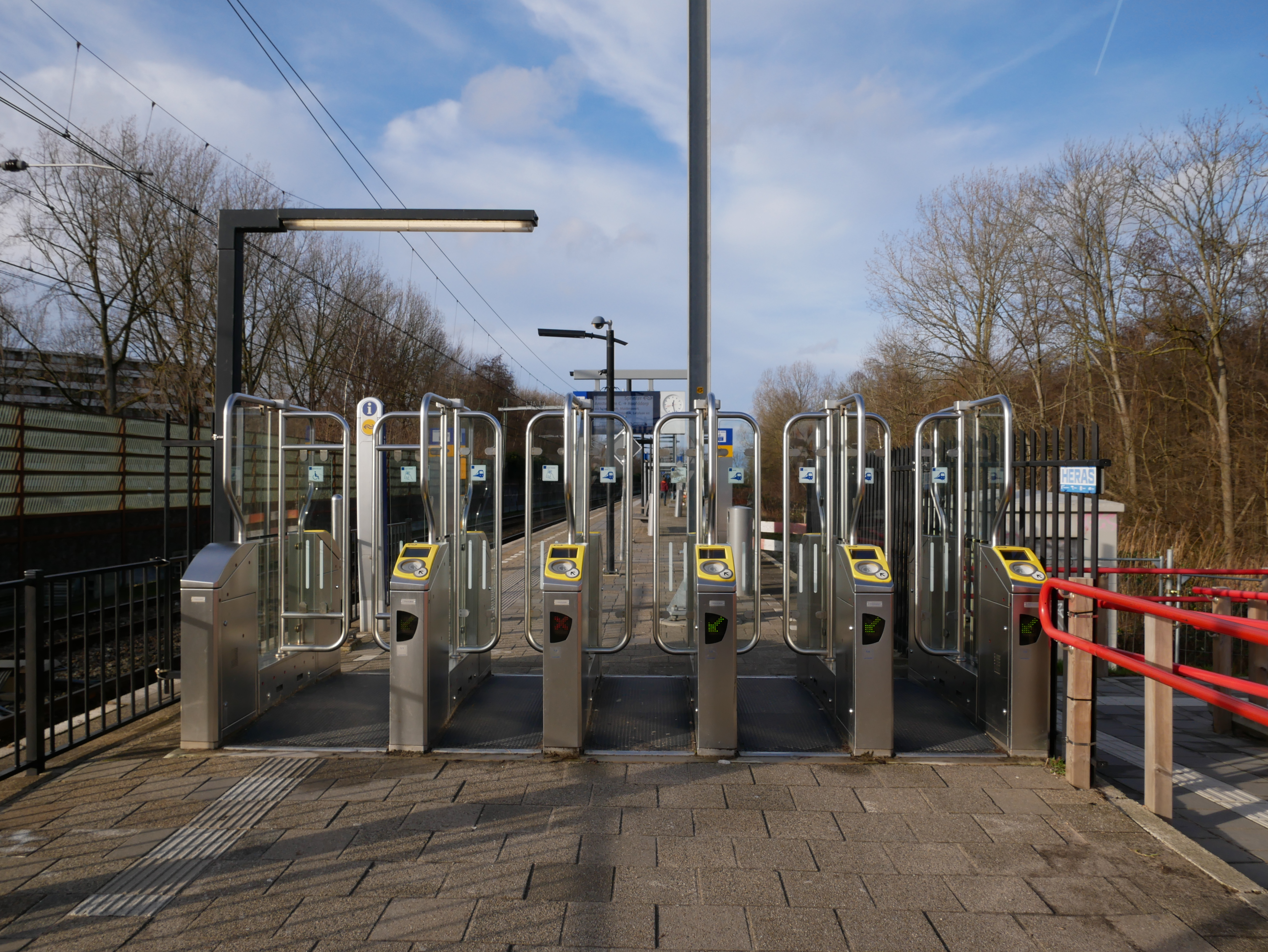
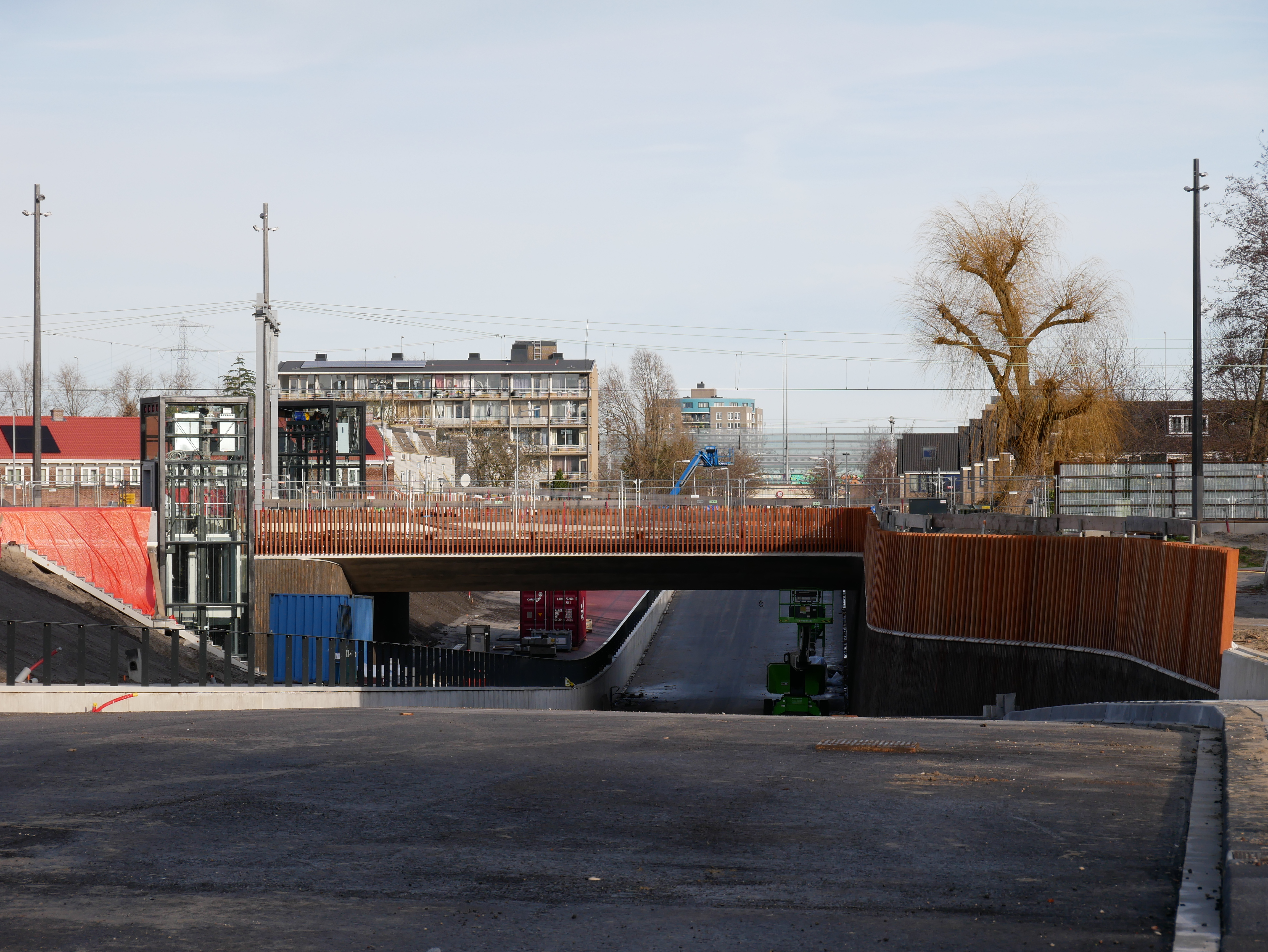
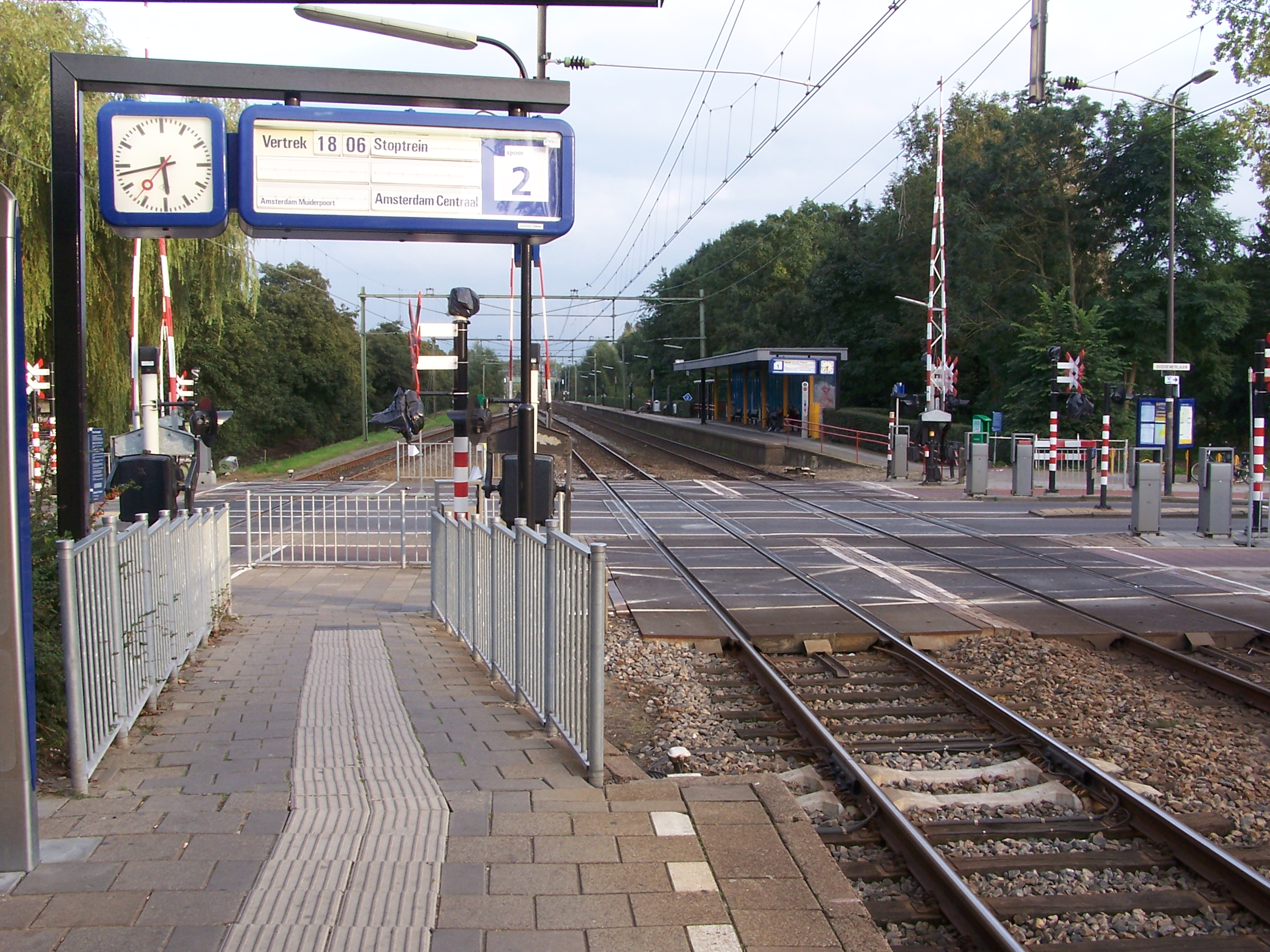
Het station in 2005
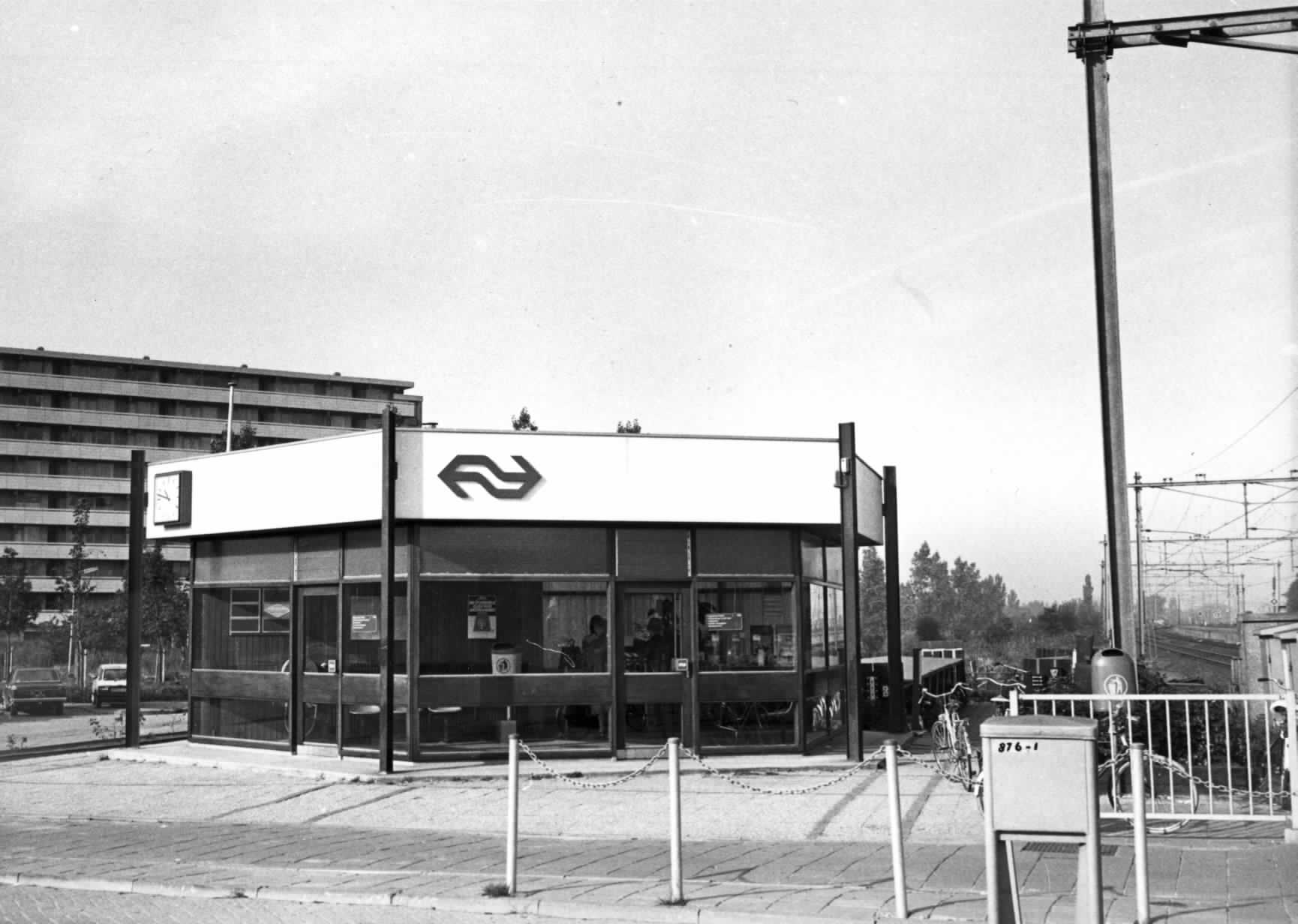
Het station in 1981

## Ontwikkeling aantal reizigers
Het aantal door NS vervoerde reizigers (per gemiddelde werkdag) ontwikkelde zich sedert 2019 als volgt:
| Jaar | Aantal reizigers |
| ---- | ---------------- |
| 2019 | 3.328            |
| 2020 | 1.747            |
| 2021 | 1.772            |
| 2022 | 2.310            |
| 2023 | 2.718            |
| 2024 | 2.431            |